# Paso Pampa Alta-Puesto Viejo
El Paso Pampa Alta o Puesto Viejo es un paso de frontera entre la República Argentina (Provincia del Chubut) y la República de Chile, correspondiendo con la XI Región Aysén del General Carlos Ibáñez del Campo. La altura del paso es de 865 m s. n. m., el camino es de ripio y la habilitación es permanente en el horario de atención de 8.00  a 20.00  en invierno y en verano comienza en el mismo horario y se extiende hasta las 22.00, para salir de Chile se tiene que obtener un salvoconducto mediante trámite con la policía internacional, ubicada en la ciudad de Coyhaique. La asistencia policial más cercana se encuentra a 4 km del paso en el retén Puesto Viejo, cerca del poblado de Ñirehuao.